# Leopold Buczkowski
Leopold Buczkowski (15 tháng 11 năm 1905 - 27 tháng 4 năm 1989) là một nhà văn, thi sĩ, họa sĩ và nhà điêu khắc người Ba Lan.

## Tiểu sử
Buczkowski sinh ra tại Nakwasza, thuộc Đế quốc Áo. Ngay từ thời thơ ấu, ông đã thể hiện một số tài năng nghệ thuật. Ông làm nghề cắt đá và điêu khắc trong những năm 1930. Buczkowski theo học khoa Văn học Ba Lan tại Đại học Jagiellonia ở Kraków. Ông cũng đến Học viện Mỹ thuật Warszawa, nơi ông học vẽ dưới sự chỉ dẫn của họa sĩ Julian Fałat.
Khi Thế chiến thứ hai bùng nổ, Buczkowski nhập ngũ và tham gia Chiến dịch tháng Chín để bảo vệ Ba Lan khỏi sự xâm lược của Đức Quốc Xã. Năm 1944, ông sống sót sau vụ thảm sát Pidkamin, trong khi hai người anh trai ông đã chết. Sự kiện này buộc gia đình ông phải chuyển đến thủ đô Warszawa. Ông tham gia vào cuộc Khởi nghĩa Warszawa.
Sau khi chiến tranh kết thúc, Buczkowski định cư ở Kraków, nơi ông nhận việc vẽ tranh minh họa sách. Ông được chính phủ trao tặng Huân chương Polonia Restituta vào năm 1956.

## Văn học
Buczkowski cũng sáng tác thơ và tiểu thuyết. Cuốn tiểu thuyết đầu tiên của Buczkowski, Wertepy, đã bị cảnh sát thu giữ vì đã miêu tả về cuộc sống khắc nghiệt ở Volhynia (nay là một phần của Ukraina). Buczkowski viết cuốn tiểu thuyết thứ hai, Black Torrent vào năm 1946. Ông tự đánh giá cuốn tiểu thuyết Kąpiele w Lucca  (xuất bản năm 1974) là tác phẩm vĩ đại nhất của mình.

## Tác phẩm tiêu biểu
- Wertepy (1947)
- Czarny potok (1954, trans. as Black Torrent by David Welsh, 1970)
- Dorycki krużganek (1957)
- Młody poeta w zamku (1959)
- Pierwsza świetność (1978)
- Uroda na czasie (1981)
- Kąpiele w Lucca (1974)
- Oficer na nieszporach (1975)
- Kamień w pieluszkach (1978)
- Wszystko jest dialogiem (1984)
- Na nowo i poniekąd inaczej (1985)
- Proza żywa (1986)
- Żywe dialogi (1989)